# Als
Als és una illa danesa situada en l'estret de Petit Belt (mar Bàltic, en la costa de Jutlàndia i unida a ella per dos ponts fixos que creuen el fiord d'Als i el canal homònim. L'illa té una extensió de 321 km² i segons el servei estadístic danès, el Danmarks Statistik, té una població de 51.007 habitants per a l'any 2012. Sønderborg és la capital, Nordborg i Augustenborg són altres poblacions importants.
Pertany a Dinamarca des de 1920, per un plebiscit, però abans, com a resultat de la guerra de 1864, va passar a mans alemanyes.